# Rejon Grudziądzki
Rejon Grudziądzki – jeden z trzech Rejonów w rzymskokatolickiej diecezji toruńskiej. Dziekanem Rejonu jest ks. kanonik Dariusz Kunicki.
W skład Rejonu Grudziądzkiego wchodzi siedem dekanatów:
- dekanat Chełmno
- dekanat Grudziądz I
- dekanat Grudziądz II
- dekanat Jabłonowo Pomorskie
- dekanat Łasin
- dekanat Radzyń Chełmiński
- dekanat Wąbrzeźno